# Élections législatives norvégiennes de 2013
Les élections législatives norvégiennes de 2013 (Stortingsvalget 2013 en norvégien) se sont tenues le lundi 9 septembre 2013, afin d'élire les cent soixante-neuf députés du Storting pour un mandat de quatre ans.
Le scrutin voit la victoire des forces de centre droit, surnommées le « bloc bourgeois » et conduites par la conservatrice Erna Solberg, et donc la défaite des « Rouges-verts », coalition de centre gauche au pouvoir depuis huit ans et emmenée par le Premier ministre travailliste Jens Stoltenberg.

## Vie politique

### En 2009, la courte réélection de centre gauche
Jens Stoltenberg avait réussi à prendre le pouvoir en 2005, à la faveur d'un partenaire de coalition inhabituel pour les travaillistes : le Parti du centre, de tradition agrarienne. De plus, le Parti socialiste de gauche put entrer pour la première fois au gouvernement.
En 2009, le gouvernement fut réélu de justesse. Il n'était pas majoritaire en voix mais avait bien gagné les circonscriptions de grande superficie, profitant de la pondération. Durant tout son mandat, de 2009 à 2013, aucun sondage ne lui a prédit une majorité.

### En 2011, les attentats de Breivik
La Norvège fut secouée par des attentats le 22 juillet 2011, menés par un seul homme et qui firent 77 morts et 151 blessés. Le parti travailliste au pouvoir était ciblé dans les deux attentats (bureaux gouvernementaux et université d'été des jeunes), et leur auteur, Anders Behring Breivik, a expressément fait connaître ses motifs idéologiques. Le procès s'est terminé plus d'un an plus tard avec la condamnation à la peine maximale (21 ans renouvelables).

## Mode de scrutin
D'après la loi, l'élection doit se dérouler un lundi du mois de septembre. Ainsi le roi de Norvège, dans le cadre de ses attributions, a choisi la date du lundi 9 septembre.
Les députés sont élus au scrutin proportionnel plurinominal dans vingt circonscriptions dont le nombre de sièges est pondéré par la population et la superficie. À ceux-là, formant un contingent de 150 députés, s'ajoute un autre de 19, qui compensent les différences nationales. La majorité absolue recherchée par les coalitions est donc de 85 (sur 169).

### Changements
Nord-Trøndelag, Hedmark, Nordland, Sogn og Fjordane et Troms ont chacun perdu un député tandis qu'Oslo en a gagné deux et les comtés d'Akershus, Rogaland et Hordaland chacun un député.
| Circonscriptions       | Sièges | +/-           | Carte |
| ---------------------- | ------ | ------------- | ----- |
| Akershus               | 16     | 1             |       |
| Aust-Agder             | 3      | en stagnation |       |
| Buskerud               | 8      | en stagnation |       |
| Finnmark               | 4      | en stagnation |       |
| Hedmark                | 6      | 1             |       |
| Hordaland              | 15     | 1             |       |
| Møre og Romsdal        | 8      | en stagnation |       |
| Nord-Trøndelag         | 4      | 1             |       |
| Nordland               | 8      | 1             |       |
| Oppland                | 6      | en stagnation |       |
| Oslo                   | 18     | 2             |       |
| Rogaland               | 13     | 1             |       |
| Sogn og Fjordane       | 3      | 1             |       |
| Sør-Trøndelag          | 9      | en stagnation |       |
| Telemark               | 5      | en stagnation |       |
| Troms                  | 5      | 1             |       |
| Vest-Agder             | 5      | en stagnation |       |
| Vestfold               | 6      | en stagnation |       |
| Østfold                | 8      | en stagnation |       |
| Sièges complémentaires | 19     | en stagnation |       |
| Total                  | 169    | en stagnation |       |

## Campagne

### Dans les sondages, la droite dominante
Les sondages sont restés sensiblement les mêmes durant la dernière année 2012-2013. Le rapport de force entre les deux coalitions (gouvernement travailliste et opposition bourgeoise) a peu varié avant et après l'attentat, autour de 40:60, si ce n'est que le Parti du progrès dont Breivik était membre a chuté à la troisième place.
La valeur donnée est la moyenne des valeurs de tous les sondages (en part de pourcentage, le nombre de sièges est entre parenthèses).
| Mois           | H          | Ap         | Frp        | KrF       | Sp        | SV       | V        | R       | Autres  |
| -------------- | ---------- | ---------- | ---------- | --------- | --------- | -------- | -------- | ------- | ------- |
| Résultats      | 26,81 (48) | 30,84 (55) | 16,34 (29) | 5,59 (10) | 5,48 (10) | 4,09 (7) | 5,23 (9) | 1,1 (0) | 5,0 (1) |
| Août 2013      | 28,9 (53)  | 29,0 (51)  | 15,2 (27)  | 5,4 (10)  | 5,3 (9)   | 4,3 (8)  | 5,3 (9)  | 1,5 (1) | 5,0 (1) |
| Juillet 2013   | 31,6 (58)  | 28,0 (52)  | 16,2 (30)  | 5,2 (9)   | 4,6 (8)   | 3,9 (1)  | 5,2 (10) | 1,9 (1) | 3,6 (0) |
| Juin 2013      | 32,0 (57)  | 28,6 (52)  | 16,4 (30)  | 5,3 (8)   | 4,5 (7)   | 4,3 (7)  | 4,2 (7)  | 1,5 (1) | 3,1 (0) |
| Mai 2013       | 31,8 (57)  | 28,9 (51)  | 16,0 (30)  | 5,3 (8)   | 4,5 (7)   | 4,7 (8)  | 4,7 (7)  | 1,5 (1) | 2,7 (0) |
| Avril 2013     | 32,6 (56)  | 27,7 (50)  | 16,5 (30)  | 5,1 (8)   | 4,8 (8)   | 5,0 (8)  | 4,5 (8)  | 1,5 (1) | 2,3 (0) |
| Mars 2013      | 32,4 (57)  | 28,1 (51)  | 16,8 (30)  | 5,2 (8)   | 4,8 (8)   | 4,4 (7)  | 4,7 (7)  | 1,4 (1) | 2,1 (0) |
| Février 2013   | 32,9 (57)  | 28,4 (51)  | 15,6 (28)  | 5,3 (9)   | 4,7 (8)   | 4,9 (8)  | 4,5 (7)  | 1,4 (1) | 2,2 (0) |
| Janvier 2013   | 33,6 (57)  | 28,6 (52)  | 15,9 (30)  | 5,5 (9)   | 4,4 (7)   | 4,1 (6)  | 4,4 (7)  | 1,4 (1) | 1,8 (0) |
| Décembre 2012  | 32,0 (56)  | 28,6 (52)  | 16,2 (30)  | 5,3 (8)   | 4,7 (7)   | 4,3 (7)  | 5,2 (8)  | 1,8 (1) | 1,7 (0) |
| Novembre 2012  | 31,4 (56)  | 29,6 (52)  | 17,0 (30)  | 5,0 (8)   | 4,5 (7)   | 4,4 (7)  | 4,9 (8)  | 1,5 (1) | 1,5 (0) |
| Octobre 2012   | 33,9 (59)  | 27,8 (50)  | 17,2 (30)  | 5,0 (8)   | 4,4 (7)   | 4,1 (7)  | 4,5 (7)  | 1,4 (1) | 1,8 (0) |
| Septembre 2012 | 33,5 (62)  | 29,2 (54)  | 16,6 (30)  | 5,2 (10)  | 4,3 (8)   | 3,9 (1)  | 3,9 (3)  | 1,8 (1) | 1,6 (0) |
| Août 2012      | 31,6 (57)  | 30,2 (54)  | 17,3 (31)  | 4,6 (8)   | 4,4 (8)   | 4,0 (1)  | 4,7 (9)  | 1,7 (1) | 1,6 (0) |
| Juillet 2012   | 30,5 (55)  | 29,8 (54)  | 18,4 (33)  | 5,0 (9)   | 4,8 (9)   | 3,9 (1)  | 4,4 (8)  | 1,2 (0) | 1,7 (0) |
| Juin 2012      | 32,0 (56)  | 29,9 (54)  | 16,2 (30)  | 4,7 (7)   | 4,7 (7)   | 4,3 (7)  | 4,8 (7)  | 1,5 (1) | 1,9 (0) |

## Résultats

### Storting
|                        |                                            |           |       |      |        |               |  |
| Partis                 | Partis                                     | Voix      | %     | +/-  | Sièges | +/−           |  |
|                        | Parti travailliste (Ap)                    | 874 769   | 30,84 | 4,53 | 55     | 9             |  |
|                        | Parti conservateur (H)                     | 760 232   | 26,81 | 9,57 | 48     | 18            |  |
|                        | Parti du progrès (FrP)                     | 463 560   | 16,34 | 6,57 | 29     | 12            |  |
|                        | Parti populaire chrétien (KrF)             | 158 475   | 5,59  | 0,05 | 10     | en stagnation |  |
|                        | Parti du centre (Sp)                       | 155 357   | 5,48  | 0,67 | 10     | 1             |  |
|                        | Parti libéral (V)                          | 148 275   | 5,23  | 1,35 | 9      | 7             |  |
|                        | Parti socialiste de gauche (SV)            | 116 021   | 4,09  | 2,11 | 7      | 4             |  |
|                        | Parti de l'environnement - Les Verts (MDG) | 79 152    | 2,79  | 2,44 | 1      | 1             |  |
|                        | Parti rouge (R)                            | 30 751    | 1,08  | 0,27 | 0      | en stagnation |  |
|                        | Parti chrétien (PDK)                       | 17 731    | 0,63  | Nv.  | 0      | en stagnation |  |
|                        | Parti des retraités (PP)                   | 11 865    | 0,42  | 0,02 | 0      | en stagnation |  |
|                        | Parti pirate (PIR)                         | 9 869     | 0,35  | Nv.  | 0      | en stagnation |  |
|                        | Parti du littoral (Kp)                     | 3 311     | 0,12  | 0,08 | 0      | en stagnation |  |
|                        | Autres partis                              | 6 661     | 0,23  | –    | 0      | en stagnation |  |
|                        |                                            |           |       |      |        |               |  |
| Suffrages exprimés     | Suffrages exprimés                         | 2 836 029 | 99,43 |      |        |               |  |
| Votes blancs           | Votes blancs                               | 12 874    | 0,45  |      |        |               |  |
| Votes nuls             | Votes nuls                                 | 3 255     | 0,11  |      |        |               |  |
| Total                  | Total                                      | 2 852 158 | 100   | –    | 169    | en stagnation |  |
| Abstentions            | Abstentions                                | 789 836   | 21,69 |      |        |               |  |
| Inscrits/Participation | Inscrits/Participation                     | 3 641 994 | 78,31 |      |        |               |  |

### Résultats par coalitions
|       |                                            |           |       |      |        |               |  |  |  |  |  |  |  |  |
| Parti | Parti                                      | Voix      | %     | +/-  | Sièges | +/-           |  |  |  |  |  |  |  |  |
|       | Bloc bourgeois (H-FrP-KrF-V)               | 1 530 542 | 53,97 | 6,24 | 96     | 13            |  |  |  |  |  |  |  |  |
|       | Rouge-verts (Ap-Sp-SV)                     | 1 146 147 | 40,41 | 9,17 | 72     | 14            |  |  |  |  |  |  |  |  |
|       | Parti de l'environnement - Les Verts (MDG) | 79 152    | 2,79  | 2,44 | 1      | 1             |  |  |  |  |  |  |  |  |
|       | Autres partis                              | 80 188    | 2,83  | -    | 0      | -             |  |  |  |  |  |  |  |  |
|       |                                            |           |       |      |        |               |  |  |  |  |  |  |  |  |
| Total | Total                                      | 2 836 029 | 100   | -    | 169    | en stagnation |  |  |  |  |  |  |  |  |

### Parlement same
Le même jour se déroule l'élection du Parlement same.

## Analyse des résultats

Résultats des élections par comtés

Avec une participation en hausse, ce scrutin marque la défaite des « Rouges-verts », la coalition de centre gauche au pouvoir depuis huit ans. Des trois partis au pouvoir, le Parti du centre s'en tire le mieux, en ne perdant qu'un député. Bien qu'il reste la première formation du pays, le Parti travailliste abandonne presque dix députés, tout en restant au-dessus de la barre des 30 % des voix, même s'il réalise son deuxième plus mauvais score de l'après-guerre. Quant au Parti socialiste de gauche, il se maintient de justesse au-dessus du seuil électoral des 4 %, perdant près d'un tiers de ses voix de 2009 et passant de la quatrième à la septième place. Dans la circonscription d'Oslo, Les Verts captent un siège, faisant pour la première fois leur entrée au Storting.
Quant à la nette et large victoire du « bloc bourgeois », elle est principalement due au Parti conservateur, qui progresse de presque vingt sièges et repasse largement devant le Parti du progrès, qui ne récupère que les trois quarts des suffrages captés en 2009 et connaît son premier vrai recul depuis vingt ans. Cela ne doit pas faire oublier la performance du Parti libéral, qui repasse de manière claire au-dessus des 4 % des suffrages exprimés, ce qui lui permet de progresser de sept sièges. Enfin, le Parti populaire chrétien, à la tête du gouvernement entre 2001 et 2005, ne parvient pas à progresser de manière franche, restant sur la base des résultats obtenus huit années plus tôt.